# Ulrich Rasmus
Ulrich Rasmus (* 4. Februar 1887 in Punitz; † 24. Oktober 1943) war ein deutscher Konteradmiral der Kriegsmarine.

## Leben
Ulrich Rasmus trat am 3. April 1907 in die Kaiserliche Marine ein und wurde am 27. September 1913 Oberleutnant zur See. Später war er bis Juli 1915 als Wachoffizier auf U 32. Anschließend ging er zur Ausbildung an die U-Bootsschule und war zeitgleich Kommandant von UC 11. Ab Januar 1917 war er bis Kriegsende bei der deutschen U-Bootsstation in Cattaro erst Detachementführer und dann dort Admiralstabsoffizier. Am 15. Februar 1918 war er zum Kapitänleutnant befördert worden.
Nach dem Krieg wurde er in die Reichsmarine übernommen und hier am 1. Oktober 1926 Korvettenkapitän. Als Fregattenkapitän (Beförderung am 1. Oktober 1931) war er im gleichen Jahr in der Marinewaffenabteilung im Allgemeinen Marineamt des Reichswehrministeriums. Am 1. Oktober 1933 wurde er Kapitän zur See.
Von Oktober 1936 bis Mai 1941 war er Gruppenleiter Marine bei der Wehrersatzinspektion Mannheim und zugleich Marineverbindungsoffizier zum Wehrkreiskommando XII. Anschließend war er bis November 1942 Marineverbindungsoffizier zum Armeeoberkommando 11. Am 1. Februar 1942 wurde er zum Konteradmiral befördert. Von November 1942 bis Februar 1943 war er Marineverbindungsoffizier zur Heeresgruppe Don. Am 1. September 1942 war er z.V. gestellt worden. Bis April 1943 war er Marineverbindungsoffizier zur Heeresgruppe Süd.